# Ferdinand Desnos
Ferdinand Desnos (* 1901 in Pontlevoy; † November 1958 in Paris) war ein französischer Maler und Autodidakt. Er war ein Cousin des surrealistischen Dichters Robert Desnos.

## Leben
Ferdinand Desnos wurde als Sohn eines Bäckers in Pontlevoy geboren und zeigte bereits früh eine Begabung für das Zeichnen. Nach ersten Anstellungen als Wildhüter und in Gelegenheitsberufen begann er in den 1920er-Jahren zu malen – zunächst in Bourré, einem Dorf nahe Montrichard, später in Paris. Dort ließ er sich 1927 nieder und arbeitete als Elektriker bei der Zeitung Le Petit Parisien. In seiner Freizeit besuchte er Museen und widmete sich intensiv der Malerei.
Der Kunstkritiker Fritz-René Vanderpyl erkannte sein Talent und machte ihn mit der Pariser Kunstszene bekannt. 1931 nahm Desnos erstmals am Salon des Indépendants teil. Zu seinen Porträtierten zählten unter anderem Maurice Utrillo (1930), Paul Fort (1943), Paul Léautaud und André Breton (beide 1953 bzw. 1954). Besonders das Werk Les goélands, das 1954 im Salon des Indépendants gezeigt wurde, brachte ihm Anerkennung durch Kunstkritiker und Sammler.
Aufgrund einer Tuberkuloseerkrankung musste Desnos zeitweise Paris verlassen und lebte in Blois und bei seiner Tochter in Pontlevoy. 1948 kehrte er nach Paris zurück, doch seine angeschlagene Gesundheit erforderte regelmäßige Klinikaufenthalte. Er starb im November 1958 nach einer Operation und wurde auf dem Friedhof von Ivry beigesetzt.
Erst posthum wurde Desnos’ Werk einer breiteren Öffentlichkeit bekannt. Heute befindet es sich unter anderem im Musée international d’art naïf Anatole Jakovsky in Nizza, der Sammlung Zander in Köln und der Sammlung des Centre Pompidou in Paris.